# Cupa Ligii
La Copa de la liga de Rumania (oficialmente y en rumano: Cupa Ligii) fue una competición de clubes de fútbol de Rumania. El torneo fue creado en 1994, pero se ha celebrado de forma discontinua en seis ediciónes. Sin embargo, para la temporada 2016-17 sería la última para este torneo. A diferencia de la Copa de Rumania, la Copa de la liga fue organizada por la Liga Profesionistă de Fotbal (LPF), y participaban en el torneo los equipos de Liga I de esa temporada. El campeón no obtenía plaza en la UEFA Europa League, sino un premio en metálico de 350 000 euros.

## Historia
Gestionada por la Liga Profesionistă de Fotbal (LPF), la Cupa Ligii se jugó por primera vez en 1994. En principio, la competición estaba destinada a celebrarse en la pretemporada, entre el final de la temporada de liga y el inicio de las primeras rondas de las competiciones europeas. En su primera edición, el Rapid Bucarest se impuso en la final al FC UTA Arad y se proclamó primer campeón.
La segunda temporada se jugó en 1998 y el FCM Bacău fue campeón tras vencer en la final al Universitatea Cluj. La tercera temporada se jugó en 2000 y el Gloria Bistrița fue el campeón tras derrotar al anterior campeón, el Bacău. Tras esta edición se dejó de celebrar. El 8 de abril de 2014, se tomó la decisión de reanudar la competición de nuevo, antes del comienzo de la temporada 2014-15 de la Liga I.
Para la temporada 2016-17 se jugaría por última vez siendo el Dinamo Bucarest campeón del torneo.

## Palmarés
| Temporada | Campeón         | Resultado      | Finalista          | Estadio                            |
| --------- | --------------- | -------------- | ------------------ | ---------------------------------- |
| 1994      | Rapid Bucarest  | 5-1            | FC UTA Arad        | Estadio Francisc von Neumann, Arad |
| 1998      | FCM Bacău       | 3-2            | Universitatea Cluj | Estadio Rocar, București           |
| 2000      | Gloria Bistrița | 2-2 (3-1 pen.) | FCM Bacău          | Estadio Cotroceni, București       |
| 2014-15   | Steaua Bucarest | 3-0            | Pandurii Târgu Jiu | Arena Națională, Bucarest          |
| 2015-16   | Steaua Bucarest | 2-1 (pro.)     | Concordia Chiajna  | Arena Națională, Bucarest          |
| 2016-17   | Dinamo Bucarest | 2-0            | ACS Poli Timișoara | Arena Națională, Bucarest          |

## Títulos por club
| Club                  | Campeón | Años campeón | Subtítulos | Años subcampeón |
| --------------------- | ------- | ------------ | ---------- | --------------- |
| FCSB                  | 2       | 2015, 2016   | -          | ---             |
| Rapid de Bucarest     | 1       | 1994         | -          | ---             |
| FCM Bacău †           | 1       | 1998         | 1          | 2000            |
| ACF Gloria Bistrița † | 1       | 2000         | -          | ---             |
| FC Dinamo de Bucarest | 1       | 2017         | -          | ---             |
| FC UTA Arad           | -       | ---          | 1          | 1994            |
| FC Universitatea Cluj | -       | ---          | 1          | 1998            |
| CS Pandurii Târgu Jiu | -       | ---          | 1          | 2015            |
| CS Concordia Chiajna  | -       | ---          | 1          | 2016            |
| ACS Poli Timișoara    | -       | ---          | 1          | 2017            |

- † Equipo desaparecido.